# فرزنو سیتی کالج

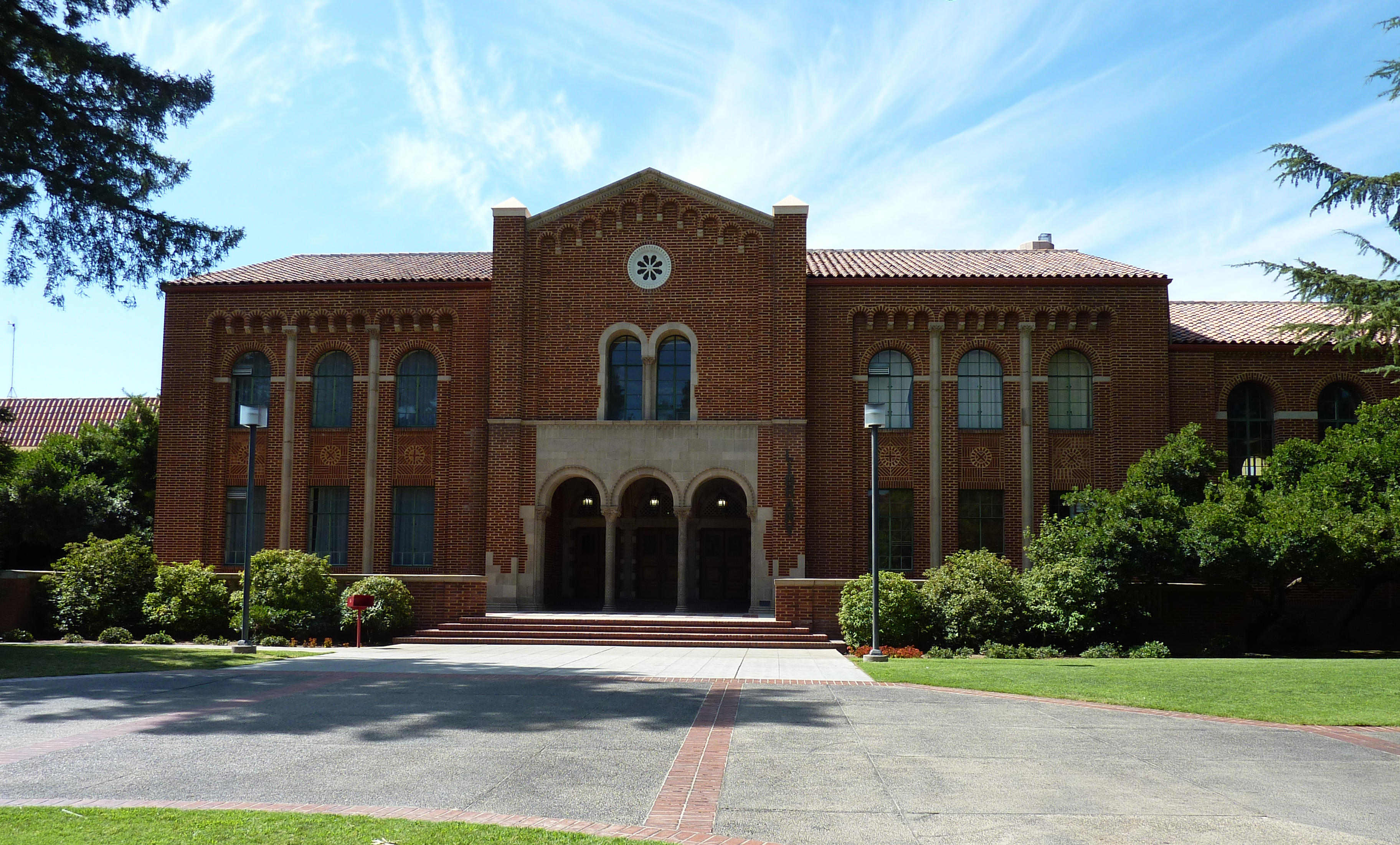

فرزنو سیتی کالج یا کالج شهری فرزنو (به انگلیسی: Fresno City College) یکی از کالج‌های چهار ساله ایالت کالیفرنیا در ایالات متحده آمریکا می‌باشد.
این کالج در سال ۱۹۱۰ تأسیس گشت و تا مقطع کارشناسی مدارج ارائه می‌دهد.
این کالج که در شهر فرزنو قرار دارد در پاییز سال ۲۰۰۹ بیش از ۳۰۰۰۰ دانشجو ثبت نام بعمل آورد.
این کالج یکی شعب سامانه California Community Colleges System است.